# Antrodiaetus microunicolor
Antrodiaetus microunicolor är en spindelart som beskrevs av Hendrixson och Bond 2005. Antrodiaetus microunicolor ingår i släktet Antrodiaetus och familjen Antrodiaetidae. Inga underarter finns listade i Catalogue of Life.